# Stizus hispanicus
Stizus hispanicus é uma espécie de insetos himenópteros, mais especificamente de vespas pertencente à família Crabronidae.
A autoridade científica da espécie é Mocsary, tendo sido descrita no ano de 1883.
Trata-se de uma espécie presente no território português.